# Jean Barthe
Pour les articles homonymes, voir Barthe.
Pas d'image ? Cliquez ici

a Compétitions nationales et continentales officielles uniquement.

b Matchs officiels uniquement.
Jean Barthe, dit Jeanjean, né le 22 juillet 1932 à Lourdes et mort le 2 décembre 2017 à Carcassonne, est un joueur de rugby à XV et de rugby à XIII évoluant au poste de troisième ligne centre en XV et deuxième ligne en XIII mais capable d'évoluer à tous les postes du pack.
Sa carrière sportive se compose de deux périodes à succès. Il prend une part active à la domination de Lourdes sur le rugby à XV français dans les années 1950 aux côtés de Jean Prat, Maurice Prat et Antoine Labazuy remportant trois titres de Championnat de France en 1956, 1957 et 1958. Il est également un titulaire indiscutable de l'équipe de France sous le capitanat de Prat puis de Lucien Mias en étant un des grands artisans de la victorieuse Tournée de 1958 en Afrique du Sud et de la victoire du XV de France dans le Tournoi des Cinq Nations 1959 où il y est capitaine lors de l'absence de Mias contre l'Angleterre à Twickenham.
En 1959, il rejoint à l'âge de 27 ans, et au faîte de sa gloire en XV, le code de rugby à XIII en signant pour le grand Roanne de Claudius Devernois aux côtés d'Aldo Quaglio et Claude Mantoulan. De son côté, Pierre Lacaze signe à Toulouse, tous titulaires en équipe de France de rugby à XV. Il connaît une seconde partie de carrière tout aussi glorieuse. Il y remporte le Championnat de France avec Roanne en 1960, puis avec Carcassonne en 1966 et 1967, ainsi que deux titres de Coupe de France (1967 et 1968 avec Carcassonne). Il côtoie également l'équipe de France et a la particularité d'être le seul joueur français à avoir été désigné capitaine dans chacun des deux codes, il y compte une vingtaine de sélections et une participation à la Coupe du monde 1960.
Après sa carrière, il devient entraîneur, d'abord au XIII Catalan avec une finale du Championnat de France en 1970 puis mène Lézignan en finale de la Coupe de France en 1974. Il se consacre ensuite aux côtés de sa femme à son bar « Le Rugby » situé boulevard de Varsovie à Carcassonne.

## Biographie

### Repères biographiques
Jean Barthe naît à Lourdes le 22 juillet 1932. Il épouse Denise avec qui il aura deux enfants, Véronique en 1964 et Jean-Louis dit Nano en 1967. Il gère avec elle son bar « Le Rugby » à Carcassonne une fois sa carrière sportive terminée et vit à Villemoustaussou depuis 1973. Il meurt à l'âge de 85 ans le 2 décembre 2017 à Carcassonne, ses obsèques se déroulent à l'église Saint-Vincent de Carcassonne célébrées par l'abbé Luc Caraguel, avant que sa dépouille rejoigne le crématorium de Trèbes.

### Carrière sportive
Il découvre le rugby à XV au sein de Biscarosse avant de rejoindre les juniors de Lourdes.

#### Au sommet avec Lourdes et l'équipe de France
Il dispute des rencontres avec Lourdes en 1950 à seulement dix-huit ans. D'une taille de 1,82 m pour 88 kg, Jean Barthe occupe le poste de troisième ligne mais peut évoluer à tous les postes du pack. Il connaît des sélections en équipe de France juniors en 1949 aux côtés d'André Haget et Armand Save. Durant son service militaire, il rejoint le Stade bordelais et c'est sous les couleurs de ce club qu'il connaît ses premières sélections en équipe de France à l'automne 1954.
Il retourne à Lourdes en octobre 1954. L'équipe regorgeant de talents en troisième ligne oblige l'entraîneur Henri Laffont à trouver des solutions pour permettre à Jean Barthe d'évoluer aux côtés de Jean Prat, Thomas Mantérola et Henri Domec. Barthe joue alors alternativement en deuxième ou troisième ligne et amène Laffont à passer Mantérola en tête de mêlée, ce dernier devenant une référence au poste de pilier dans les années 1950. Jean Barthe est un titulaire indiscutable au sein de cette formation phare du rugby à XV français des années 1950.
Dans l'histoire du jeu, il reste comme « un avant complet, se pliant sans problème aux exigences des rythmes les plus élevés, comme aux chocs les plus rudes ou au style de jeu le plus débridé ».

#### 1959: Passage au rugby à XIII

##### 1959-1961: Passage au Roanne de Devernois
En 1959, il rejoint à l'âge de 27 ans, et au faîte de sa gloire en XV, le code de rugby à XIII en signant pour le grand Roanne de Claudius Devernois aux côtés d'Aldo Quaglio et Claude Mantoulan. En effet, le cuisant échec en demi-finale du Championnat de France contre le Racing Club de France 19-3 bouleverse le club de Lourdes qui voit Jean et Maurice Prat prendre du recul, François Labazuy signer à Tarbes, Henri Rancoule à Toulon et Pierre Lacaze signer à Toulouse en rugby à XIII.
C'est avec ce club, qu'il fera  « un match quasiment parfait » contre Albi, en finale du championnat en 1960. Jean Barthe est le seul rugbyman qui fut capitaine du XV et du XIII de France. Ce joueur, qualifié parfois d' « un des meilleurs avants de tous les temps ; les deux codes confondus», permit à l’équipe de France de rugby à XIII de battre l'Australie chez elle à Brisbane, sur le score de 7 à 5 en 1961.

#### Carrière d'entraîneur
Après sa fin de carrière sportive dans les rangs de Carcassonne, le club de Perpignan, le XIII Catalan, lui propose d'entraîner leur équipe afin de succéder à René Peytavy qui abandonne ce rôle pour des raisons professionnelles. Dès sa première saison, avec son équipe emmenée par Jean Capdouze, Francis Mas, Claude Mantoulan et Pierre Zamora, Jean Barthe atteint la finale du Championnat de France. Toutefois, Saint-Gaudens remporte la finale 32-10. Il entraîne ensuite Lézignan où se trouvent Michel Maïque et Richard Alonso qu'il emmène également en finale mais de la Coupe de France de rugby à XIII en 1974 pour une nouvelle défaite 11-21 contre Albi.
Il meurt le 2 décembre 2017 à l'âge de 85 ans à Carcassonne,,.

## Palmarès

### Rugby à XV
- Collectif : 
  - Vainqueur du Tournoi des Cinq Nations : 1955 et 1959 (France).
  - Vainqueur du Championnat de France : 1956, 1957 et 1958 (Lourdes).
  - Vainqueur du Challenge Yves du Manoir : 1956 (Lourdes).
  - Finaliste du Championnat de France : 1955 (Lourdes).

- Individuel : 
  - Capitaine de l'équipe de France  en 1959.
  -  Oscar d'Argent : 1958 et 1959.

#### Détails en sélection de rugby à XV
| 1.  | 29 août 1954      | Argentine       | 22-8  | Test-match   | Troisième ligne aile       | - | - | - | - |
| 2.  | 12 septembre 1954 | Argentine       | 30-3  | Test-match   | Troisième ligne aile       | - | - | - | - |
| 3.  | 8 janvier 1955    | Écosse          | 15-0  | Cinq Nations | Deuxième ligne             | - | - | - | - |
| 4.  | 28 janvier 1956   | Irlande         | 14-8  | Cinq Nations | Troisième ligne centre     | - | - | - | - |
| 5.  | 24 mars 1956      | Pays de Galles  | 3-5   | Cinq Nations | Troisième ligne centre     | - | - | - | - |
| 6.  | 2 avril 1956      | Italie          | 16-3  | Test-match   | Troisième ligne centre     | - | - | - | - |
| 7.  | 14 avril 1956     | Angleterre      | 14-9  | Cinq Nations | Troisième ligne aile       | - | - | - | - |
| 8.  | 16 décembre 1956  | Tchécoslovaquie | 28-3  | Test-match   | Troisième ligne aile       | - | - | - | - |
| 9.  | 12 janvier 1957   | Écosse          | 0-6   | Cinq Nations | Troisième ligne aile       | - | - | - | - |
| 10. | 26 janvier 1957   | Irlande         | 6-11  | Cinq Nations | Troisième ligne centre     | - | - | - | - |
| 11. | 23 février 1957   | Angleterre      | 5-9   | Cinq Nations | Troisième ligne centre     | - | - | - | - |
| 12. | 23 mars 1957      | Pays de Galles  | 13-19 | Cinq Nations | Troisième ligne centre     | - | - | - | - |
| 13. | 19 mai 1957       | Roumanie        | 18-15 | Test-match   | Troisième ligne aile       | - | - | - | - |
| 14. | 15 décembre 1957  | Roumanie        | 39-0  | Test-match   | Troisième ligne centre     | - | - | - | - |
| 15. | 11 janvier 1958   | Écosse          | 9-11  | Cinq Nations | Troisième ligne centre     | - | - | - | - |
| 16. | 1er mars 1958     | Angleterre      | 0-14  | Cinq Nations | Troisième ligne centre     | - | - | - | - |
| 17. | 9 mars 1958       | Australie       | 19-0  | Test-match   | Troisième ligne centre     | - | - | - | - |
| 18. | 29 mars 1958      | Pays de Galles  | 16-6  | Cinq Nations | Troisième ligne centre     | - | - | - | - |
| 19. | 7 avril 1958      | Italie          | 11-3  | Test-match   | Troisième ligne centre     | - | - | - | - |
| 20. | 19 avril 1958     | Irlande         | 11-6  | Cinq Nations | Troisième ligne centre     | - | - | - | - |
| 21. | 26 juillet 1958   | Afrique du Sud  | 3-3   | Test-match   | Troisième ligne centre     | - | - | - | - |
| 22. | 16 août 1958      | Afrique du Sud  | 9-5   | Test-match   | Troisième ligne centre     | - | - | - | - |
| 23. | 10 janvier 1959   | Écosse          | 9-0   | Cinq Nations | Troisième ligne centre     | - | - | - | - |
| 24. | 28 février 1959   | Angleterre      | 3-3   | Cinq Nations | Troisième ligne centre (c) | - | - | - | - |
| 25. | 29 mars 1959      | Italie          | 22-0  | Test-match   | Troisième ligne centre     | - | - | - | - |
| 26. | 4 avril 1959      | Pays de Galles  | 11-3  | Cinq Nations | Troisième ligne centre     | - | - | - | - |

#### Tournoi
| Édition           | Rang | Résultats France | Résultats J. Barthe | Matchs J. Barthe |
| ----------------- | ---- | ---------------- | ------------------- | ---------------- |
| Cinq nations 1955 | 1    | 3 v, 0 n, 1 d    | 1 v, 0 n, 0 d       | 1/4              |
| Cinq nations 1956 | 2    | 2 v, 0 n, 2 d    | 2 v, 0 n, 1 d       | 3/4              |
| Cinq nations 1957 | 5    | 0 v, 0 n, 4 d    | 0 v, 0 n, 4 d       | 4/4              |
| Cinq nations 1958 | 3    | 2 v, 0 n, 2 d    | 2 v, 0 n, 2 d       | 4/4              |
| Cinq nations 1959 | 1    | 2 v, 1 n, 1 d    | 2 v, 1 n, 0 d       | 3/4              |

Légende : v = victoire ; n = match nul ; d = défaite ; la ligne est en gras quand il y a grand chelem.

#### Statistiques en club
| Saison    | Saison             | Championnat           | Championnat    | Coupe                    | Coupe      | Sélection | Sélection | Sélection | Sélection | Sélection | Sélection | Sélection |
| Saison    | Saison             | Comp.                 | Class.         | Comp.                    | Class.     | Comp.     | M         | Pts       | Ess.      | Buts      | Dp.       |           |
| --------- | ------------------ | --------------------- | -------------- | ------------------------ | ---------- | --------- | --------- | --------- | --------- | --------- | --------- | --------- |
| 1953-1954 | Stade bordelais UC | Championnat de France | Phase de poule |                          |            |           |           |           |           |           |           |           |
| 1954-1955 | FC Lourdes         | Championnat de France | Finaliste      | Challenge Yves du Manoir | 1/2 finale | CN/TO     | 3         | -         | -         | -         | -         |           |
| 1955-1956 | FC Lourdes         | Championnat de France | Champion       | Challenge Yves du Manoir | Vainqueur  | CN        | 4         | -         | -         | -         | -         |           |
| 1956-1957 | FC Lourdes         | Championnat de France | Champion       | Challenge Yves du Manoir | 1/2 finale | CN        | 6         | -         | -         | -         | -         |           |
| 1957-1958 | FC Lourdes         | Championnat de France | Champion       | Challenge Yves du Manoir | 1/2 finale | CN/TO     | 9         | -         | -         | -         | -         |           |
| 1958-1959 | FC Lourdes         | Championnat de France | 1/2 finale     | Challenge Yves du Manoir | 1/4 finale | CN        | 4         | -         | -         | -         | -         |           |

### Rugby à XIII

#### En tant que joueur
- Collectif : 
  - Vainqueur du Championnat de France : 1960 (Roanne), 1966 et 1967 (Carcassonne).
  - Vainqueur de la Coupe de France : 1967 et 1968 (Carcassonne).
  - Finaliste du Championnat de France : 1961 (Roanne), 1963 (Saint-Gaudens) et 1968 (Carcassonne).

- Individuel : 
  - Capitaine de l'équipe de France lors de la Coupe du monde 1960.

#### Détails en sélection de rugby à XIII
| 1.  | 20 décembre 1959  | Australie        | 2-17  | Test-match     | Deuxième ligne      | - | - | - | - |
| 2.  | 6 mars 1960       | Grande-Bretagne  | 20-18 | Test-match     | Deuxième ligne      | - | - | - | - |
| 3.  | 26 mars 1960      | Grande-Bretagne  | 17-17 | Test-match     | Deuxième ligne      | - | - | - | - |
| 4.  | 11 juin 1960      | Australie        | 8-8   | Test-match     | Deuxième ligne      | - | - | - | - |
| 5.  | 2 juillet 1960    | Australie        | 6-56  | Test-match     | Deuxième ligne      | - | - | - | - |
| 6.  | 16 juillet 1960   | Australie        | 7-5   | Test-match     | Troisième ligne     | - | - | - | - |
| 7.  | 23 juillet 1960   | Nouvelle-Zélande | 2-9   | Test-match     | Troisième ligne     | - | - | - | - |
| 8.  | 6 août 1960       | Nouvelle-Zélande | 3-9   | Test-match     | Deuxième ligne      | - | - | - | - |
| 9.  | 24 septembre 1960 | Australie        | 12-13 | Coupe du monde | Deuxième ligne      | - | - | - | - |
| 10. | 1er octobre 1960  | Grande-Bretagne  | 7-33  | Coupe du monde | Deuxième ligne      | - | - | - | - |
| 11. | 8 octobre 1960    | Nouvelle-Zélande | 0-9   | Coupe du monde | Deuxième ligne (c)  | - | - | - | - |
| 12. | 13 octobre 1960   | Nouvelle-Zélande | 22-11 | Test-match     | Deuxième ligne      | - | - | - | - |
| 13. | 16 octobre 1960   | Nouvelle-Zélande | 25-18 | Test-match     | Remplaçant          | - | - | - | - |
| 14. | 11 décembre 1960  | Grande-Bretagne  | 10-21 | Test-match     | Deuxième ligne (c)  | - | - | - | - |
| 15. | 28 janvier 1961   | Grande-Bretagne  | 8-27  | Test-match     | Deuxième ligne (c)  | - | - | - | - |
| 16. | 9 décembre 1961   | Nouvelle-Zélande | 5-5   | Test-match     | Troisième ligne (c) | - | - | - | - |
| 17. | 17 février 1962   | Grande-Bretagne  | 20-15 | Test-match     | Troisième ligne (c) | - | - | - | - |
| 18. | 11 mars 1962      | Grande-Bretagne  | 23-13 | Test-match     | Troisième ligne (c) | - | - | - | - |
| 19. | 2 décembre 1962   | Grande-Bretagne  | 17-12 | Test-match     | Deuxième ligne (c)  | - | - | - | - |
| 20. | 18 janvier 1964   | Australie        | 8-16  | Test-match     | Troisième ligne     | - | - | - | - |

#### En club
| Saison    | Saison           | Championnat           | Championnat | Coupe           | Coupe      | Sélection | Sélection | Sélection | Sélection | Sélection | Sélection | Sélection |
| Saison    | Saison           | Comp.                 | Class.      | Comp.           | Class.     | Comp.     | M         | Pts       | Ess.      | Buts      | Dp.       |           |
| --------- | ---------------- | --------------------- | ----------- | --------------- | ---------- | --------- | --------- | --------- | --------- | --------- | --------- | --------- |
| 1959-1960 | RC Roanne        | Championnat de France | Champion    | Coupe de France | 1/4 finale |           | 8         | -         | -         | -         | -         |           |
| 1960-1961 | RC Roanne        | Championnat de France | Finaliste   | Coupe de France | 1/2 finale | CM        | 7         | -         | -         | -         | -         |           |
| 1961-1962 | RC Saint-Gaudens | Championnat de France | 1/4 finale  | Coupe de France | 1/8 finale |           | 3         | -         | -         | -         | -         |           |
| 1962-1963 | RC Saint-Gaudens | Championnat de France | Finaliste   | Coupe de France | 1/2 finale |           | 1         | -         | -         | -         | -         |           |
| 1963-1964 | RC Saint-Gaudens | Championnat de France | 1/2 finale  | Coupe de France | 1/4 finale |           | 1         | -         | -         | -         | -         |           |
| 1964-1965 | RC Saint-Gaudens | Championnat de France | 1/4 finale  | Coupe de France | 1/4 finale |           |           |           |           |           |           |           |
| 1965-1966 | AS Carcassonne   | Championnat de France | Champion    | Coupe de France | 1/2 finale |           |           |           |           |           |           |           |
| 1966-1967 | AS Carcassonne   | Championnat de France | Champion    | Coupe de France | Vainqueur  |           |           |           |           |           |           |           |
| 1967-1968 | AS Carcassonne   | Championnat de France | Finaliste   | Coupe de France | Vainqueur  |           |           |           |           |           |           |           |
| 1968-1969 | AS Carcassonne   | Championnat de France | 1/4 finale  | Coupe de France | 1/2 finale |           |           |           |           |           |           |           |

#### En tant qu'entraîneur
- Collectif : 
  - Finaliste du Championnat de France : 1970 (XIII Catalan).
  - Finaliste de la Coupe de France : 1974 (Lézignan).